# Pictische steen

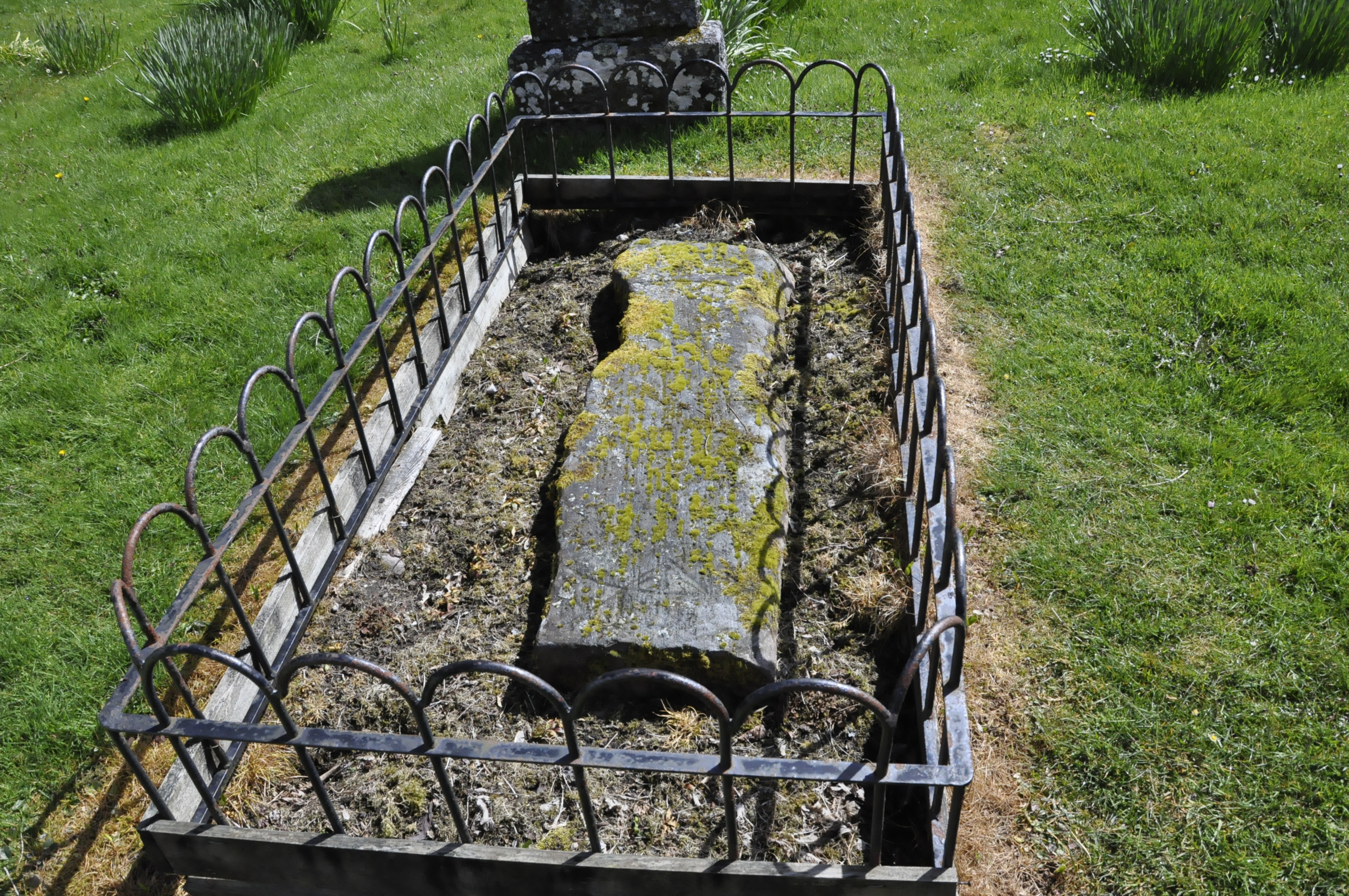
Poolewe Stone

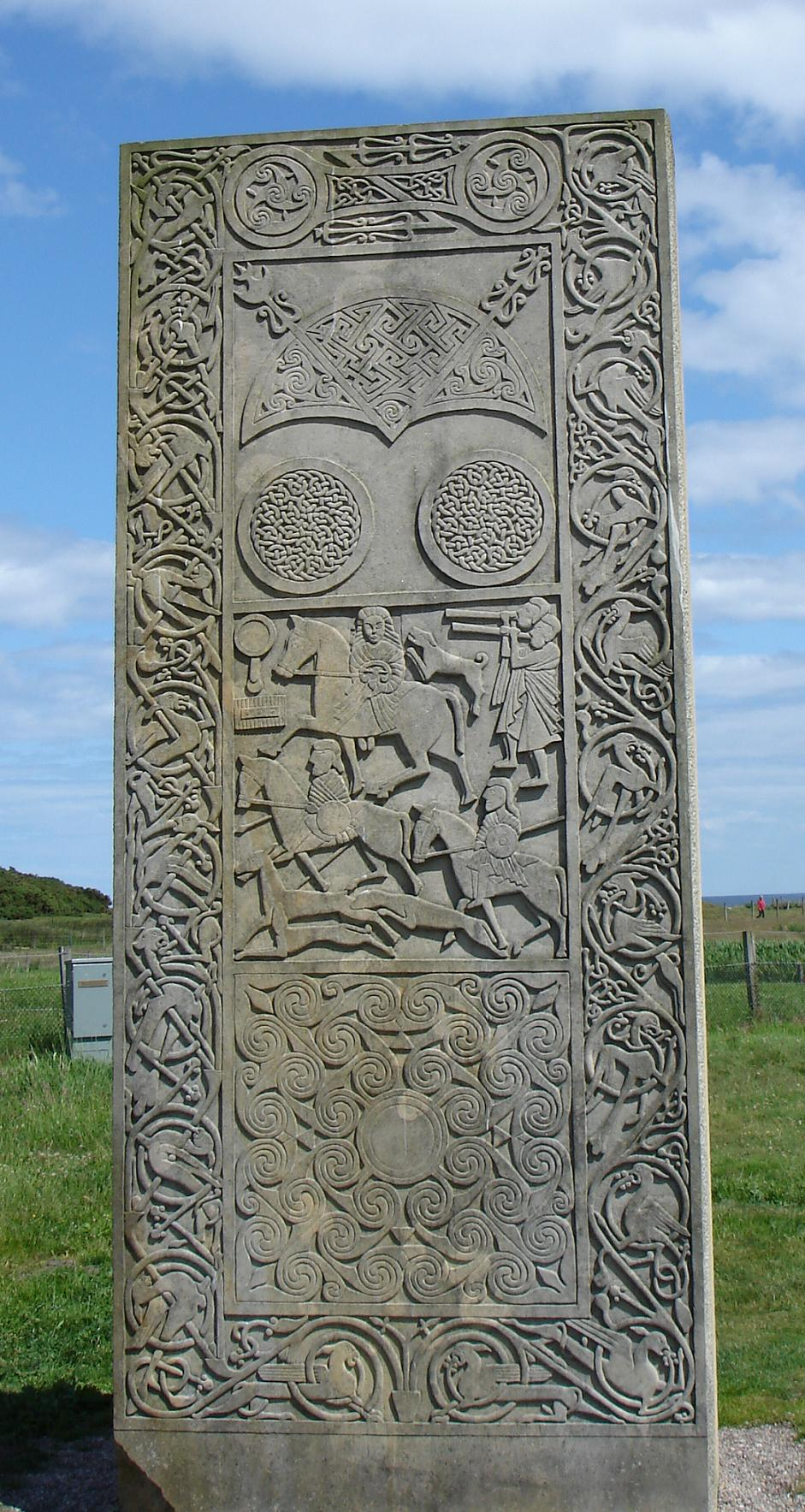
Replica van een Klasse 2 steen: "Hilton of Cadboll Stone" op de originele locatie; delen van het origineel zijn in het "Museum of Scotland"

Pictische stenen zijn monumentale stenen, vaak gedecoreerd door de Picten. De stenen worden gevonden in Schotland en worden gedateerd van de zesde tot en met de negende eeuw.

## Doel en betekenis
Het doel van de stenen is niet geheel duidelijk. Ze zouden misschien dienst hebben gedaan als persoonlijke gedenkstenen. In dat geval moeten de symbolen worden geïnterpreteerd als clan- of familiesymbolen. Sommige stenen beelden rituelen uit. De stenen zouden als grafstenen kunnen zijn gebruikt, al lijkt dit niet het primaire doel te zijn geweest. Een andere theorie veronderstelt dat de stenen als grensstenen zijn gebruikt om de grenzen tussen clans of bloedlijnen aan te geven. De archeoloog Lex Ritman stelde vast dat twee Pictische stenen, de Congash-stenen, waren hergebruikt als portaalstenen voor een oud grafveld nabij Grantown-on-Spey. Op het terrein lag ook nog de schaft van een oud stenen kruis. Een andere Pictische steen, de Dunachton Stone, was als latei hergebruikt bij de bouw van een boerderij nabij Kincraig. Inmiddels is de steen terug in het veld.
De gebruikte symbolen zouden kunnen wijzen op een grafisch schrijfsysteem (zoals de hiërogliefen). Er zijn ongeveer 35 verschillende symbolen erkend. De abstracte symbolen hebben namen gekregen als V-vormige staaf en dubbele schijf. Daarnaast worden er dieren afgebeeld zoals bijvoorbeeld het hert, de zalm en de wolf. Ook worden er dagelijkse gebruiksvoorwerpen onderscheiden zoals de kam en de spiegel. Deze komen in combinatie voor.

## Classificatie
In The Early Christian Monuments of Scotland (1903) beschrijven J. Romilly Allen en Joseph Anderson een classificatie van de Pictische stenen die vandaag nog wordt gehanteerd.
- Klasse 1: onbewerkte stenen met ingekerfde symbolen. Er staat nooit een kruis op. Klasse 1-stenen dateren van de zesde tot de achtste eeuw, zoals de Ardjachie Stone.
- Klasse 2: min of meer rechthoekige stenen met een groot kruis en één of meerdere symbolen aan één of beide zijden. De symbolen zijn in reliëf gekerfd en het kruis is opgevuld met allerlei patronen. Klasse 2 stenen dateren van de achtste en negende eeuw.
- Klasse 3: stenen zonder Pictische symbolen. Dit kunnen kruisvormige stenen zijn, grafmarkeringen, vrijstaande stenen of stenen schrijnen. Klasse 3-stenen dateren van de achtste en negende eeuw.

## Symbolen in stripboeken
In de Belgische strip Blake en Mortimer van Edgar P. Jacobs staan Pictische symbolen afgebeeld. Dit geldt ook voor de Nederlandse strip Eric de Noorman van Hans. G. Kresse. Aansluitend hoort hierbij de strip Erwin de Noorman die ook van Kresse is en over de zoon van Eric handelt. Vooral de maansikkel met V-vormige staaf valt op.